# Silvia Treimer
Silvia Treimer  (* 29. März 1970 in Berchtesgaden) ist eine deutsche Skibergsteigerin und Mitglied der deutschen Nationalmannschaft im Skibergsteigen. 
Sie wohnt mit ihrem Mann Christian, der staatlicher Bergführer ist, und ihrer Tochter in Rosenheim, wo sie als Rechtspflegerin im Amtsgericht arbeitet.  Sie gehörte 2006 bei der Patrouille des Glaciers zum ersten deutschen Team, das bei diesem Traditionsrennen einen der ersten drei Plätze erreichte.

## Sportliche Erfolge (Auswahl)
- 2003:
  - 3. Platz in der Teamwertung beim Europacup Skibergsteigen
  - 5. Platz bei der Europameisterschaft 2003 Team mit Christine Echtler-Schleich

- 2004:
  - 3. Platz in der Teamwertung beim Europacup Skibergsteigen
  - 9. Platz bei der Weltmeisterschaft Skibergsteigen Team mit Christine Echtler-Schleich
  - 10. Platz bei der Weltmeisterschaft Skibergsteigen in der Kombinationswertung

- 2005:
  - 3. Platz in der Damenstaffel (mit Graßl, Gruber) bei der Europameisterschaft Skibergsteigen in Andorra
  - 3. Platz beim Mountain Attack Tour-Damen, Saalbach
  - 6. Platz Weltcup Team (mit Christine Echtler-Schleich), Aostatal
  - 7. Platz Weltcup Skibergsteigen Team (mit Echtler-Schleich)
  - 9. Platz bei der Europameisterschaft Skibergsteigen Team mit Echtler-Schleich

- 2006: 
  - 3. Platz bei der Patrouille des Glaciers (mit Graßl, Koch)
  - 4. Platz Weltmeisterschaft Skibergsteigen Damenstaffel (mit Graßl, Gruber, Koch)
  - 10. Platz Weltmeisterschaft Skibergsteigen Team mit Echtler-Schleich

- 2007:
  - 2. Platz Deutsche Meisterschaft Skibergsteigen Single
  - 4. Platz in der Damenstaffel (mit Graßl, Koch) bei der Europameisterschaft in Frankreich
  - 3. Platz beim Mountain Attack Tour-Damen, Saalbach
  - 3. Platz bei der Trofeo Mezzalama mit Graßl und Koch

- 2008:
  - 5. Platz Patrouille des Glaciers (zusammen mit Graßl, Gruber und Koch)